# Chevrolet Monza (Китай)
Chevrolet Monza — компактний седан, що випускається General Motors через спільне підприємство SAIC-GM під брендом Chevrolet. Назва Monza раніше використовувалася в 20 столітті для непов'язаних компактних моделей на ринках Північної та Південної Америки.

## Історія
Monza дебютувала в листопаді 2018 року на автосалоні в Гуанчжоу. З 21 березня 2019 року він продається в Китаї. Він побудований на платформі GM-PATAC K, яку використовують Buick Excelle GT і Buick GL6.

## Технічні характеристики
Monza доступна в двох комплектаціях 320T і 330T. 320T доступний з 1,0-літровим трициліндровим двигуном з турбонаддувом, тоді як 330T отримує 1,3-літровий трициліндровий двигун з турбонаддувом. 1,0-літрові моделі оснащені 6-ступінчастою механічною або 6-ступінчастою коробкою передач з подвійним зчепленням, тоді як 1,3-літрові моделі доступні лише з 6-ступінчастою автоматичною коробкою передач.  Додано ще один рівень комплектації (320) із 1,5-літровим чотирициліндровим двигуном DVVT у лінійці 2021 року. 

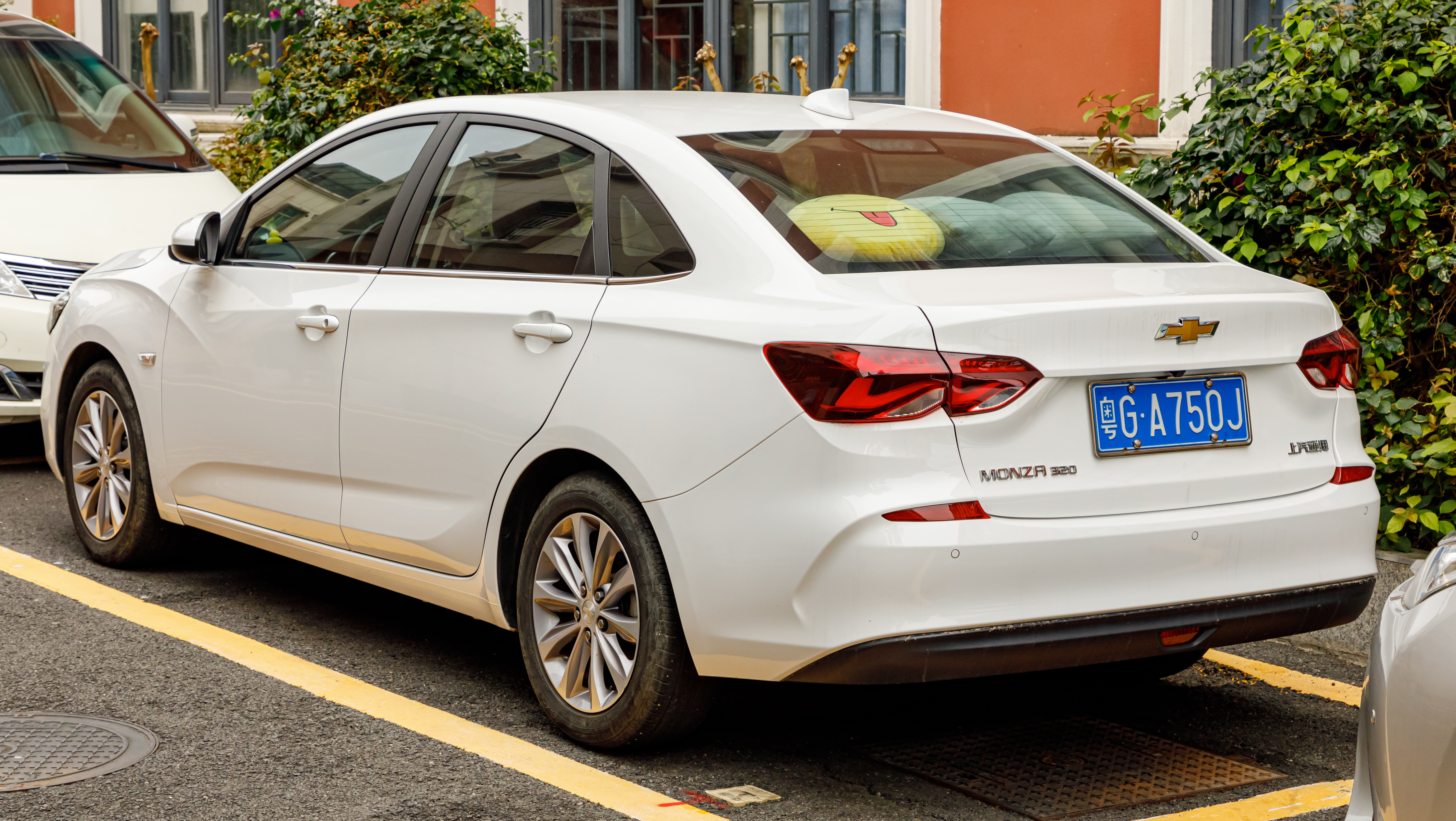
Вид ззаду
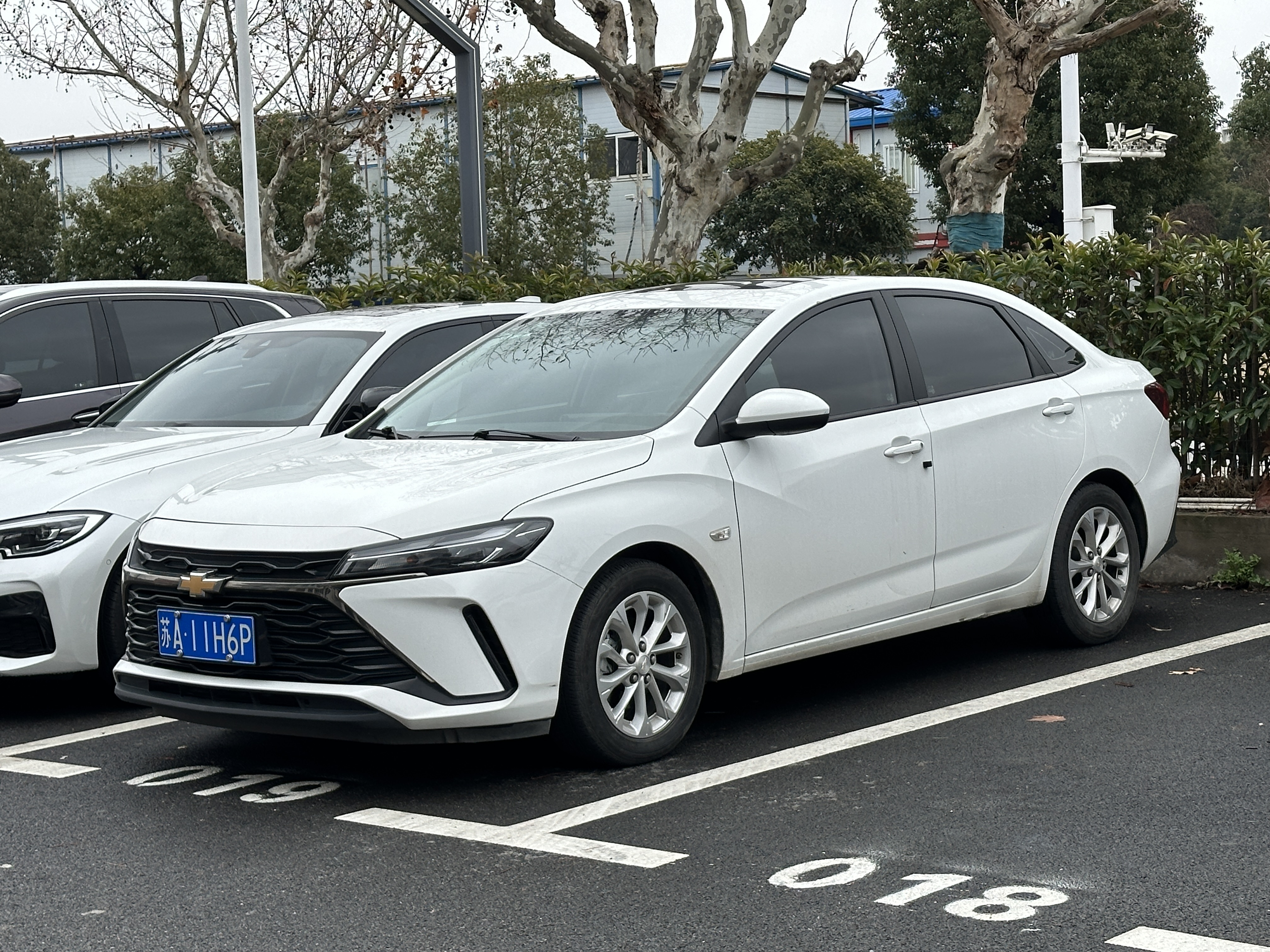
Рестайлінг